# Nothoscordum gracile
Nothoscordum gracile là một loài thực vật có hoa trong họ Amaryllidaceae. Loài này được (Aiton) Stearn mô tả khoa học đầu tiên năm 1986.

## Hình ảnh

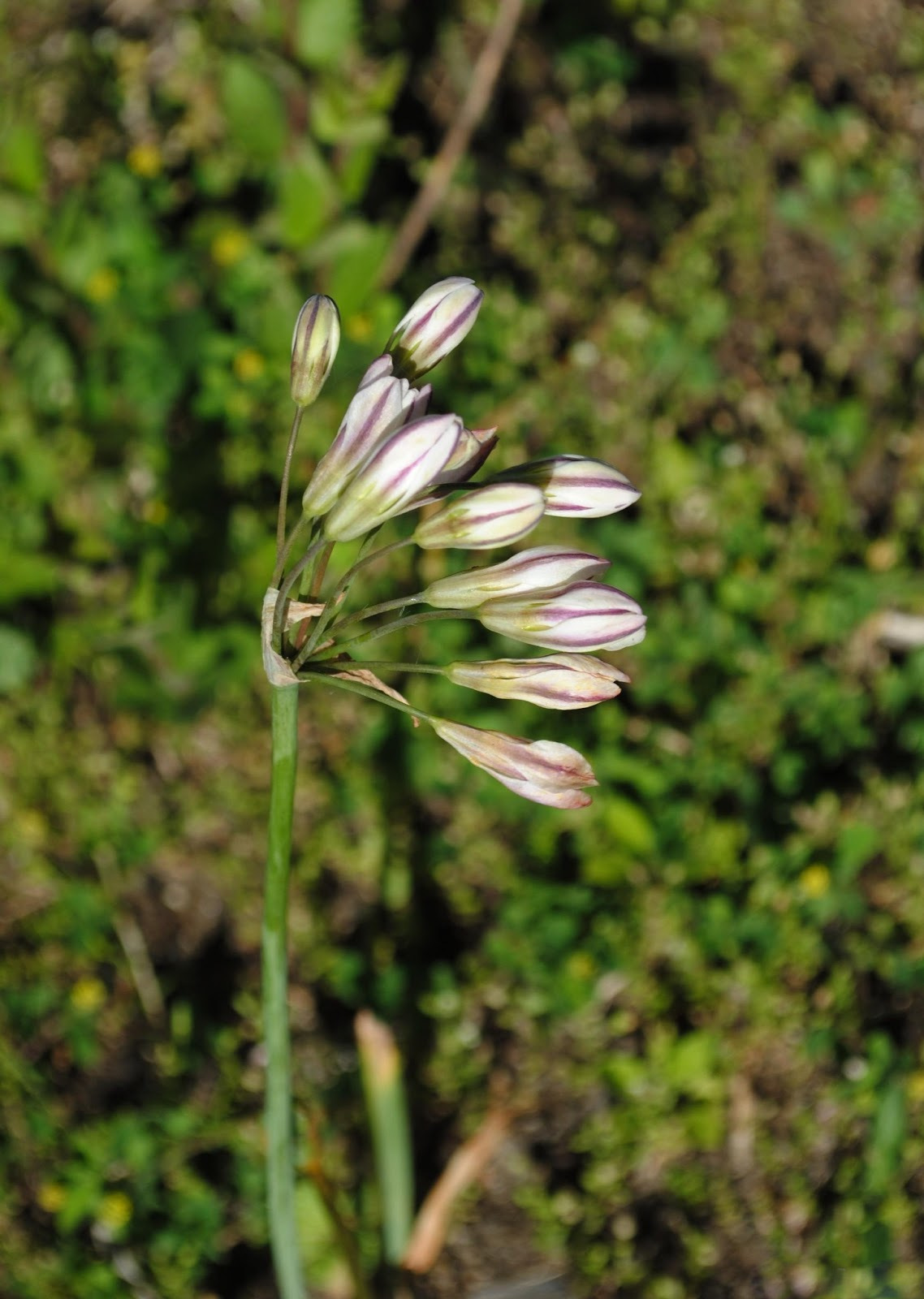
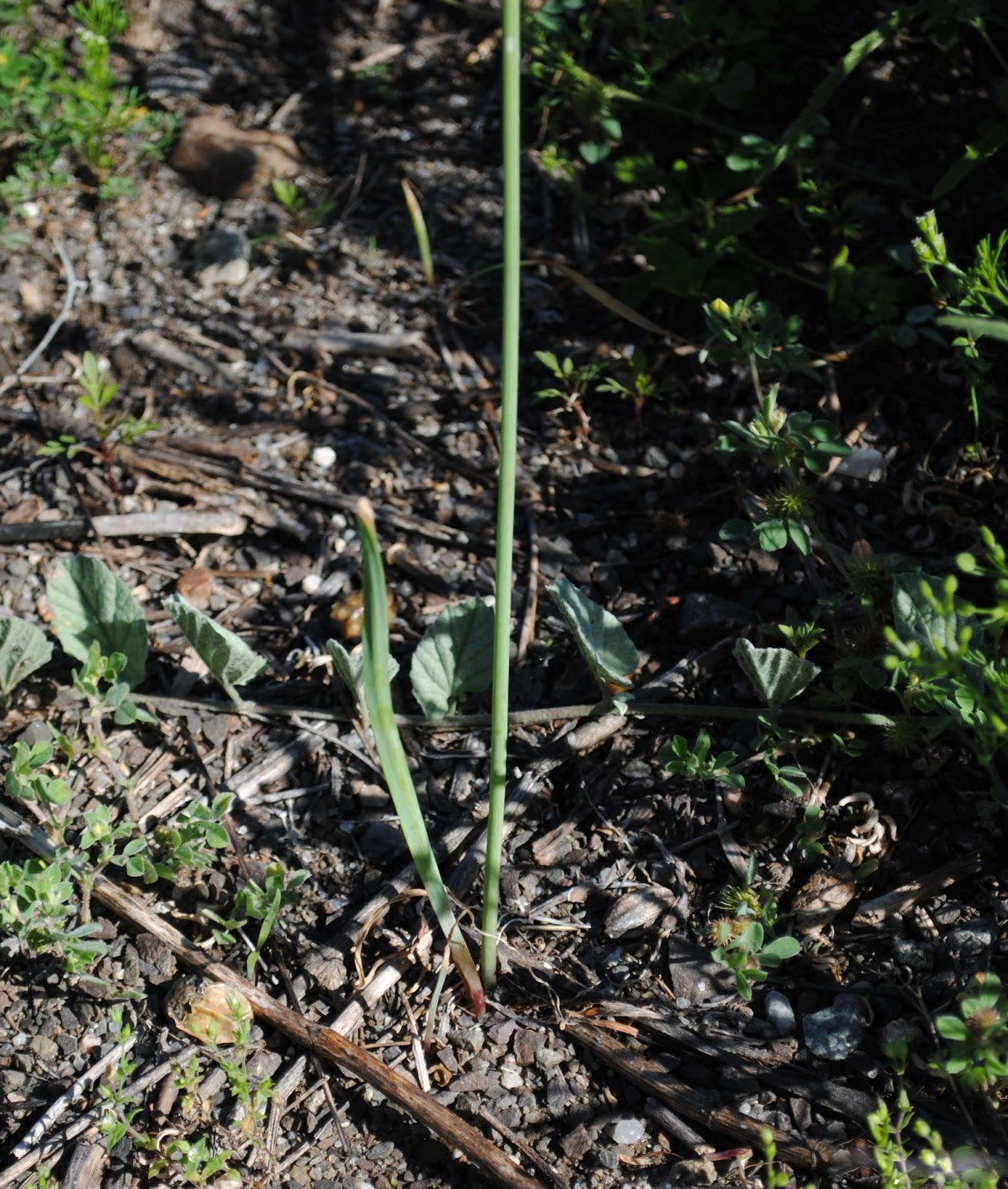
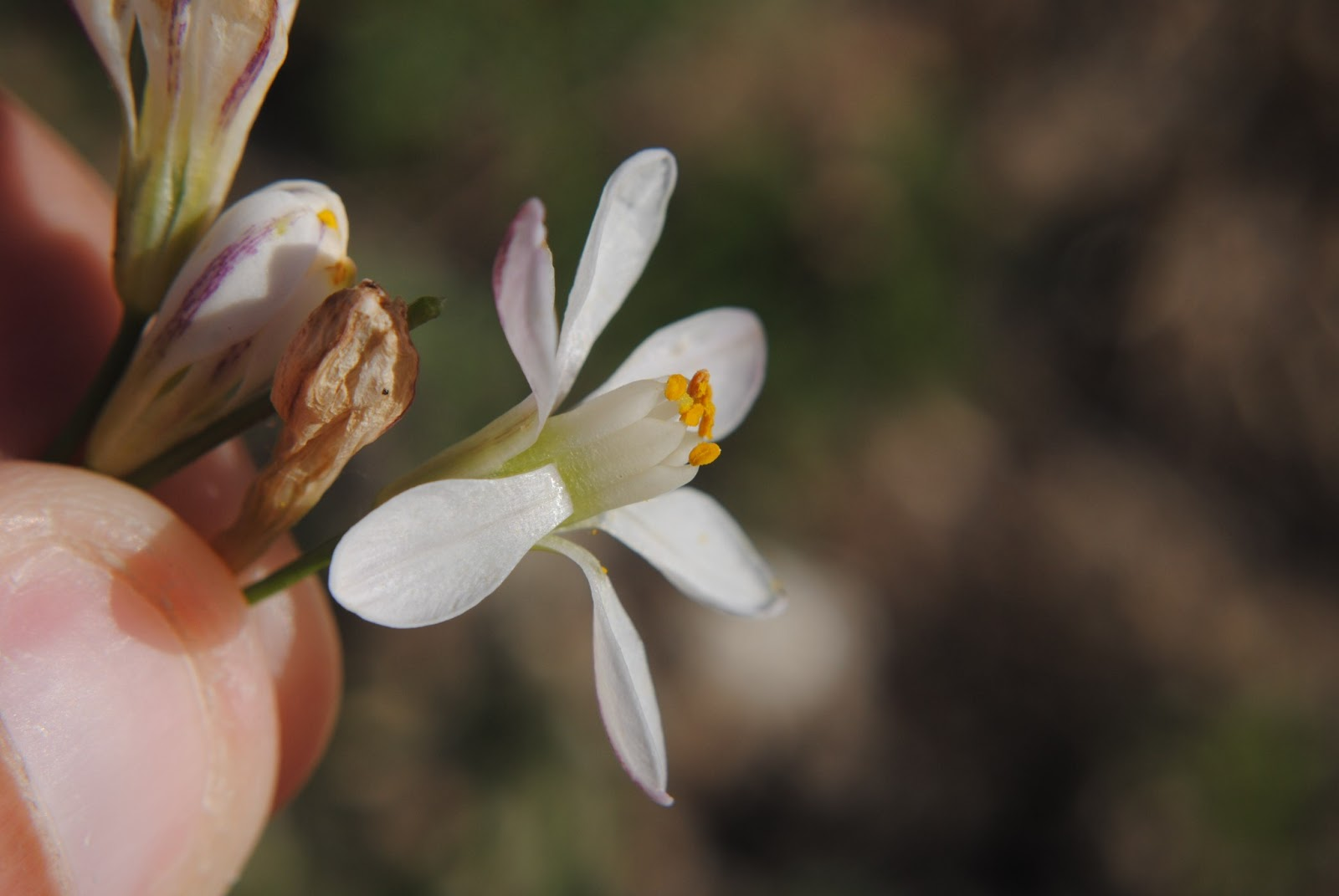
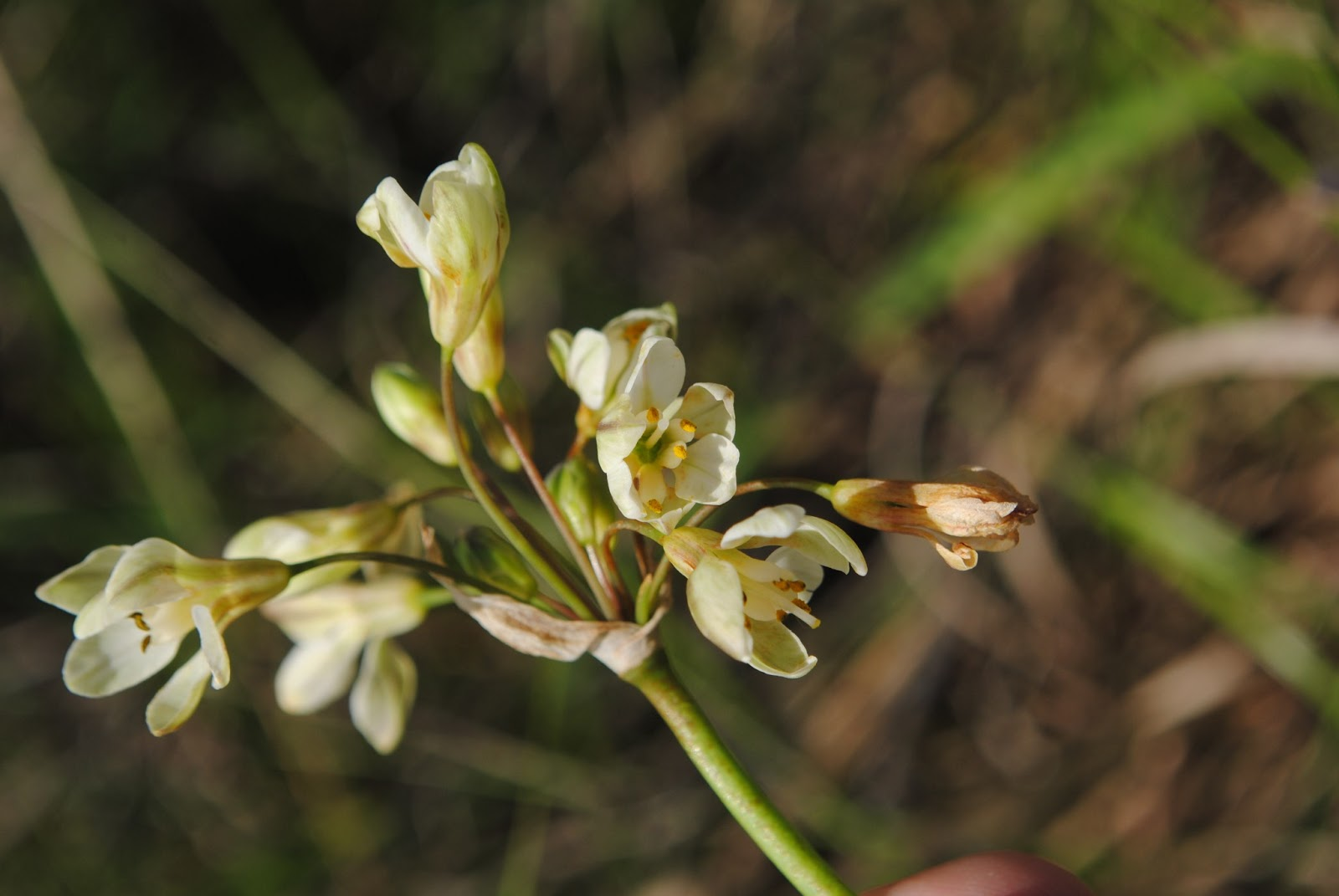